# Kass Wollof
Kass Wollof är en ort i Gambia. Den ligger i regionen Central River, i den nordöstra delen av landet, 180 km öster om huvudstaden Banjul. Antalet invånare var 785 vid folkräkningen 2013.